# Volkswagen ID. serie

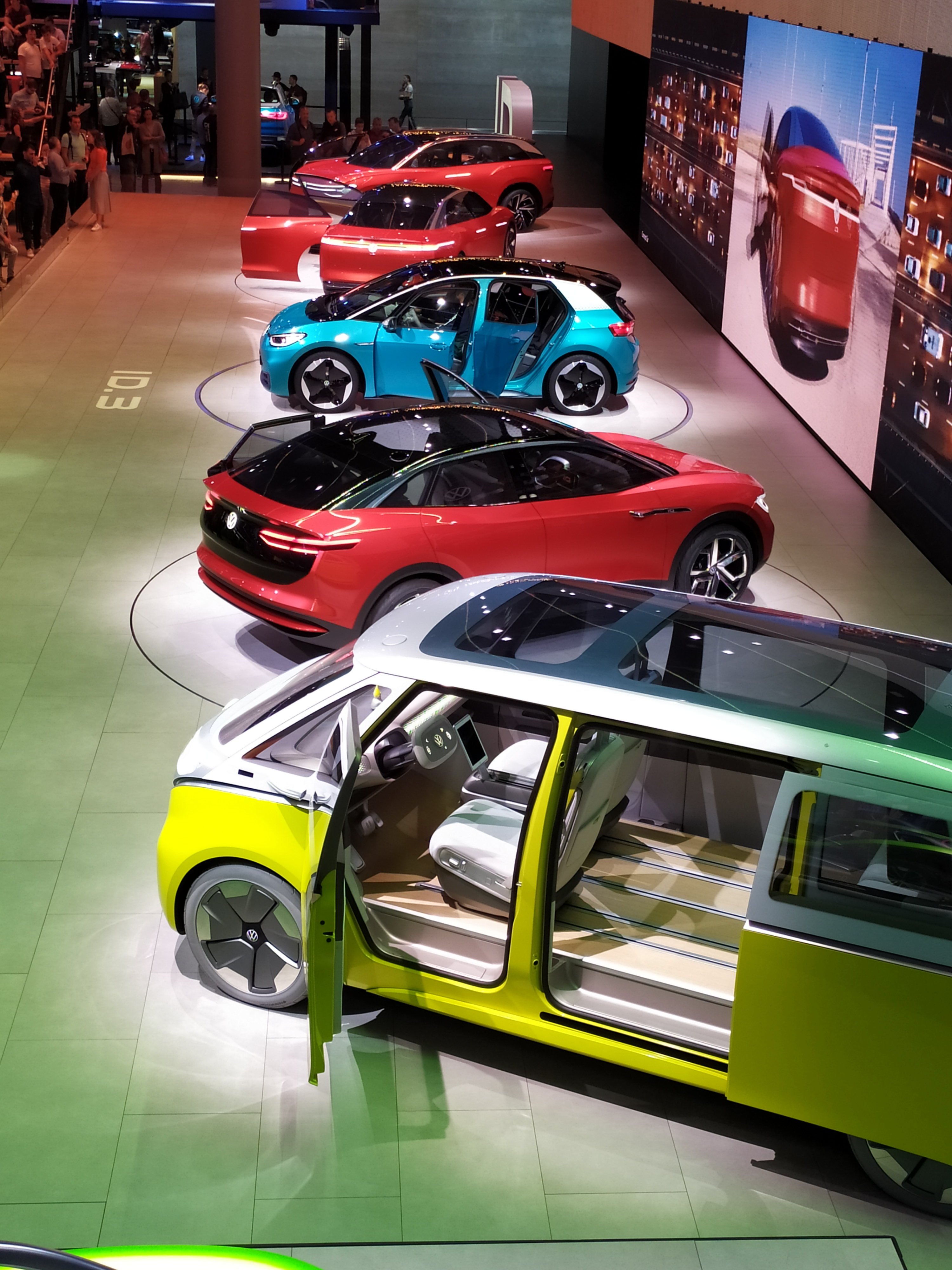
De Volkswagen I.D. familie. De blauwe auto is sinds 2019 verkrijgbaar als Volkswagen ID.3.

De Volkswagen ID. serie bestaat uit verschillende modellen elektrische auto's gebouwd door Volkswagen. Deze zijn allemaal op hetzelfde modulaire MEB-platform gebouwd. De auto's werden vanaf 2016 als conceptauto's aan het publiek getoond. 

## Modellen in productie
- Volkswagen ID. Buzz
- Volkswagen ID.3
- Volkswagen ID.4
- Volkswagen ID.5
- Volkswagen ID.6
- Volkswagen ID.7

## Galerij

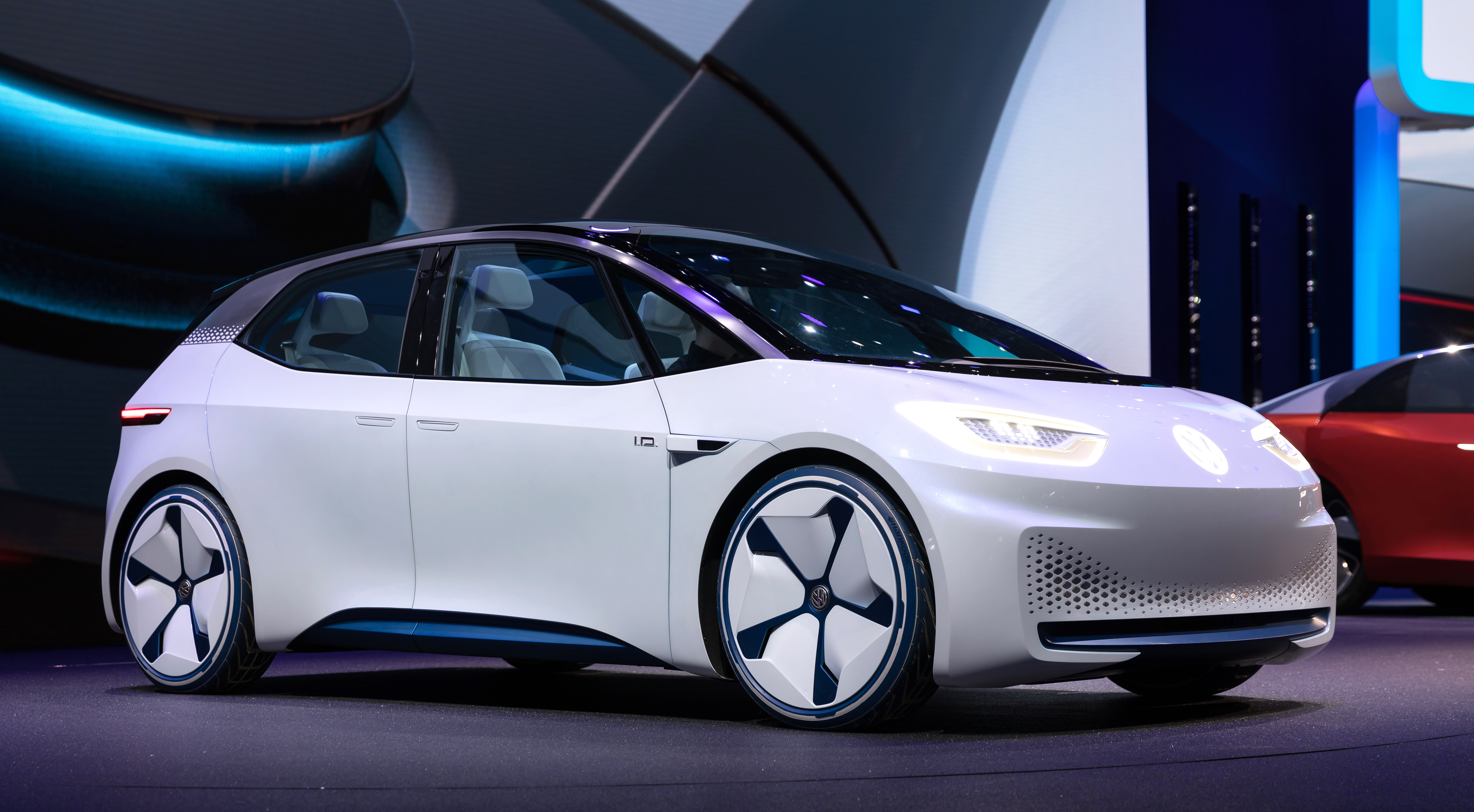
I.D. Concept, vanaf 2019 op de markt als Volkswagen ID.3.
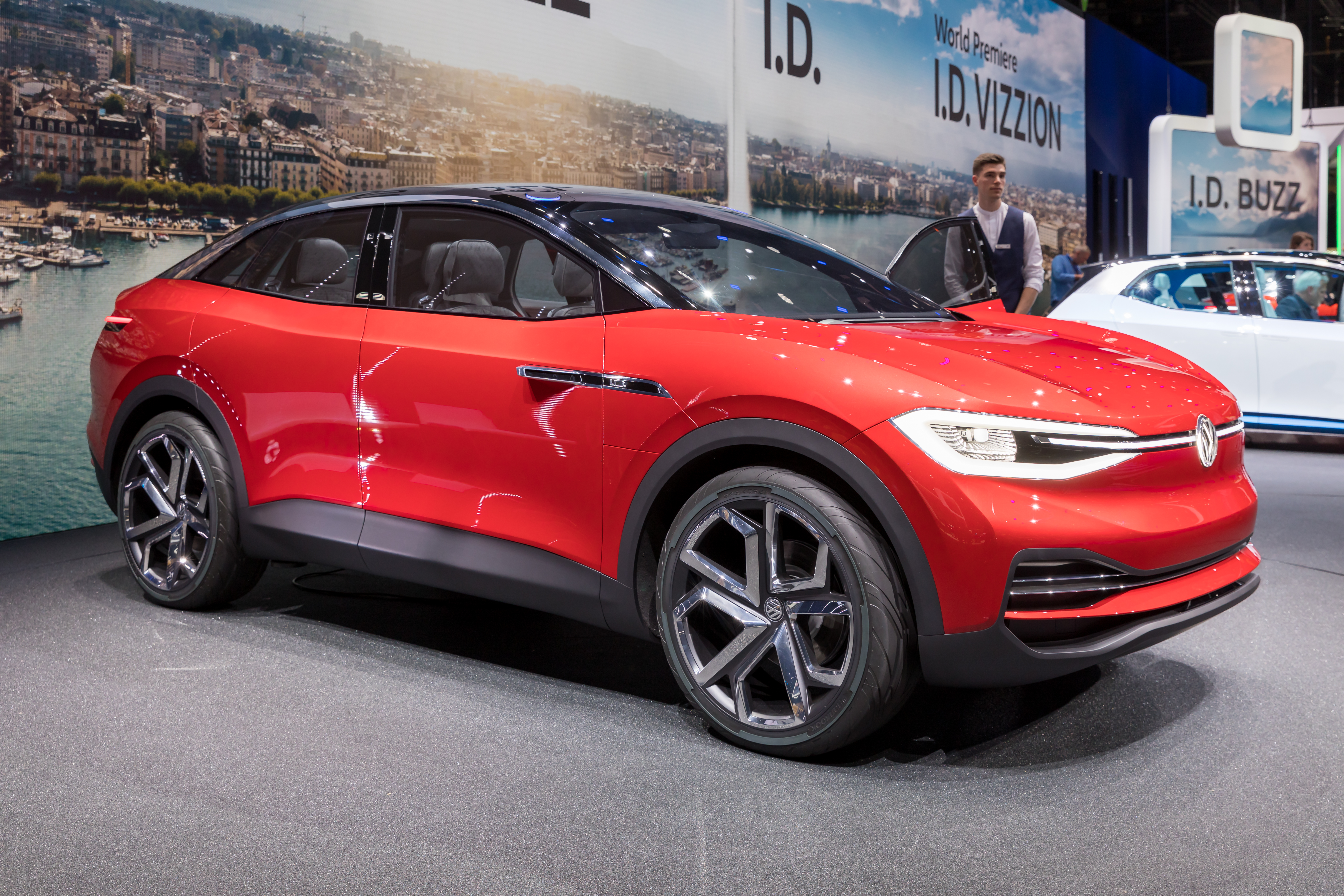
I.D. Crozz, vanaf 2020 op de markt als Volkswagen ID.4.
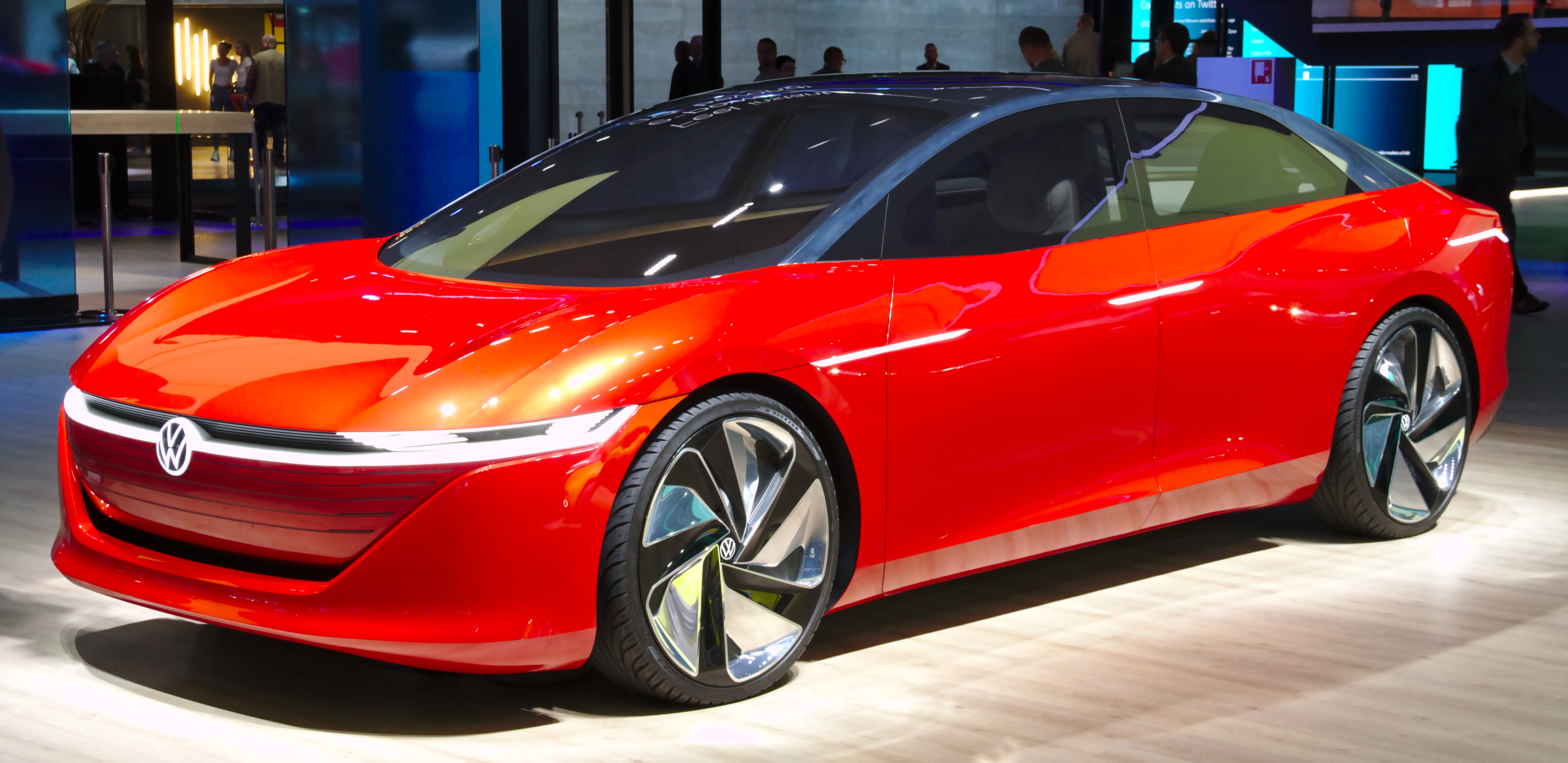
I.D. Vizzion, vanaf 2023 op de markt als VW ID.7.
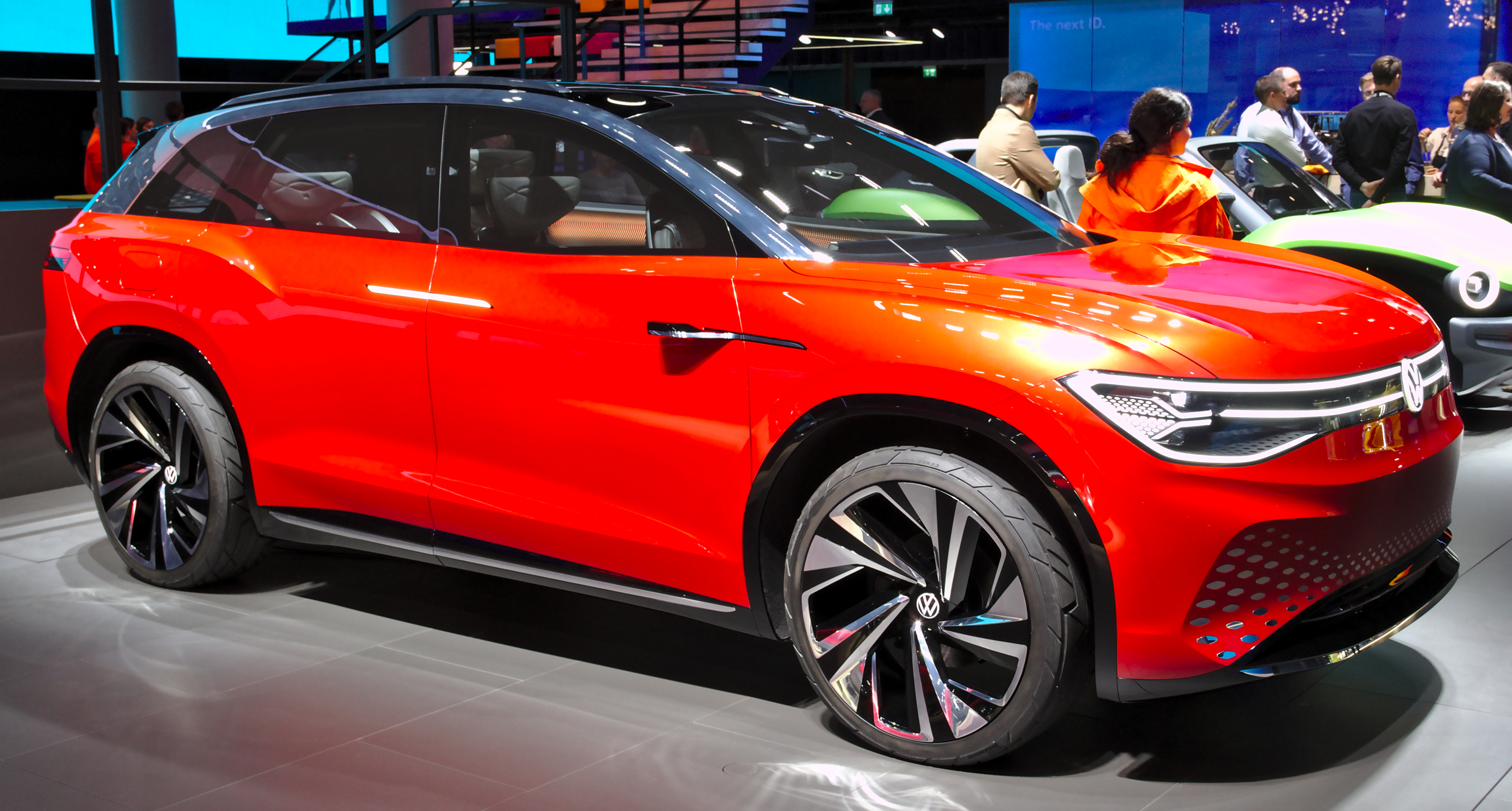
I.D. Roomzz, Een SUV die mogelijk vanaf 2021 op de markt komt.
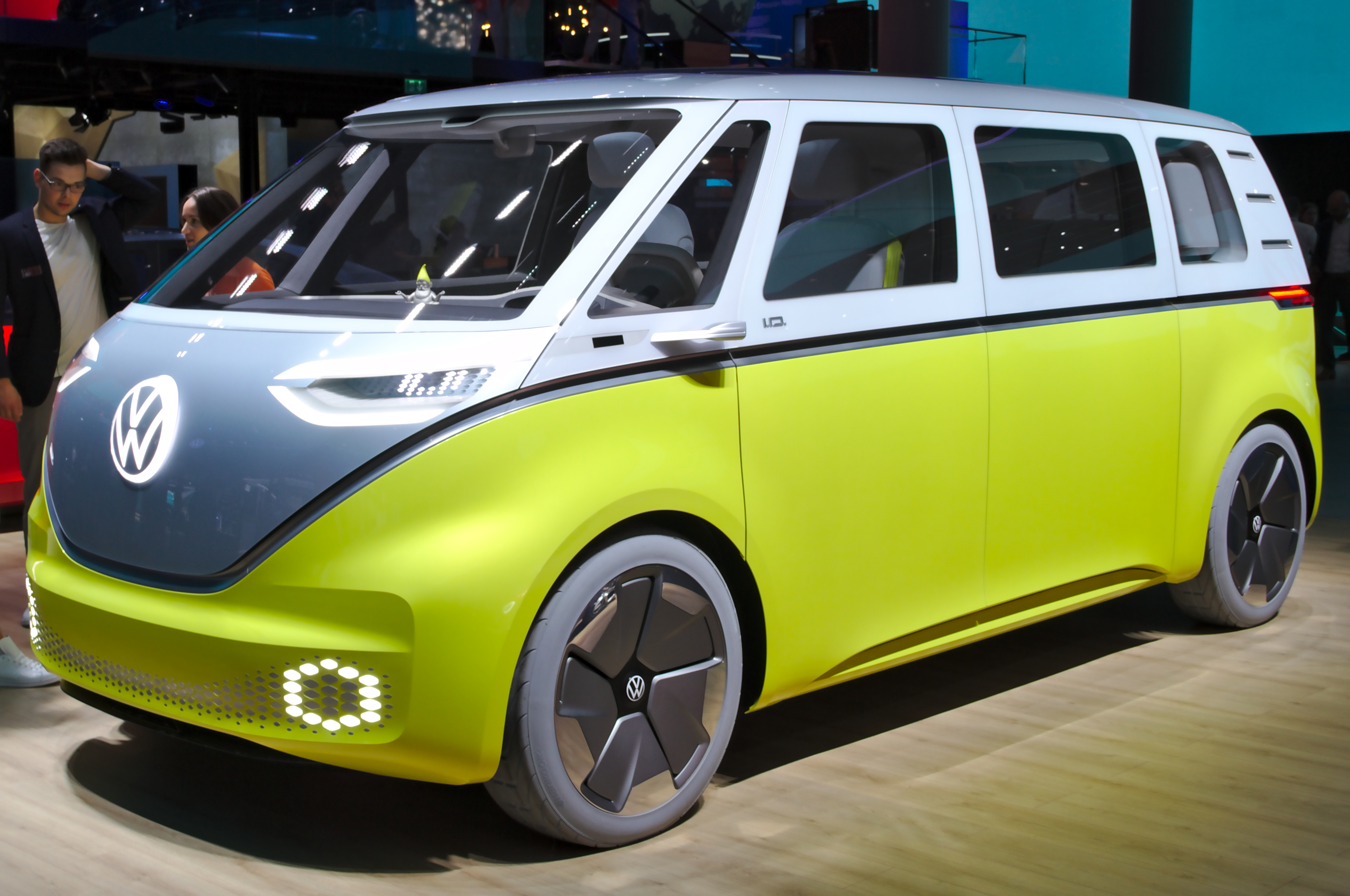
De I.D. Buzz, geïnspireerd op de Volkswagen Transporter. Mogelijk vanaf 2022 op de markt.
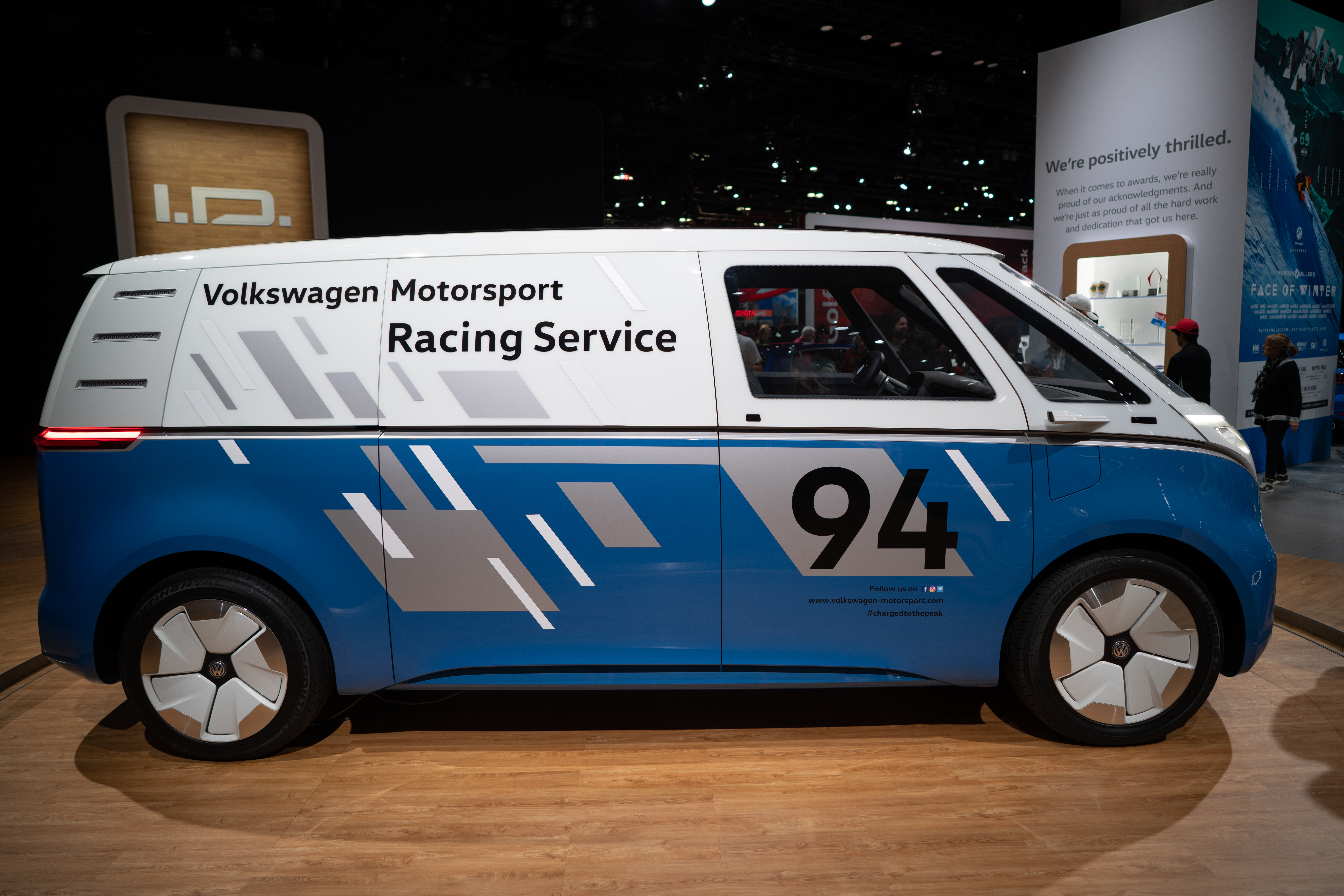
De I.D. Buzz Cargo, de bestelwagenversie van de I.D. Buzz. vanaf 2020 op de markt als Volkswagen ID. Buzz.
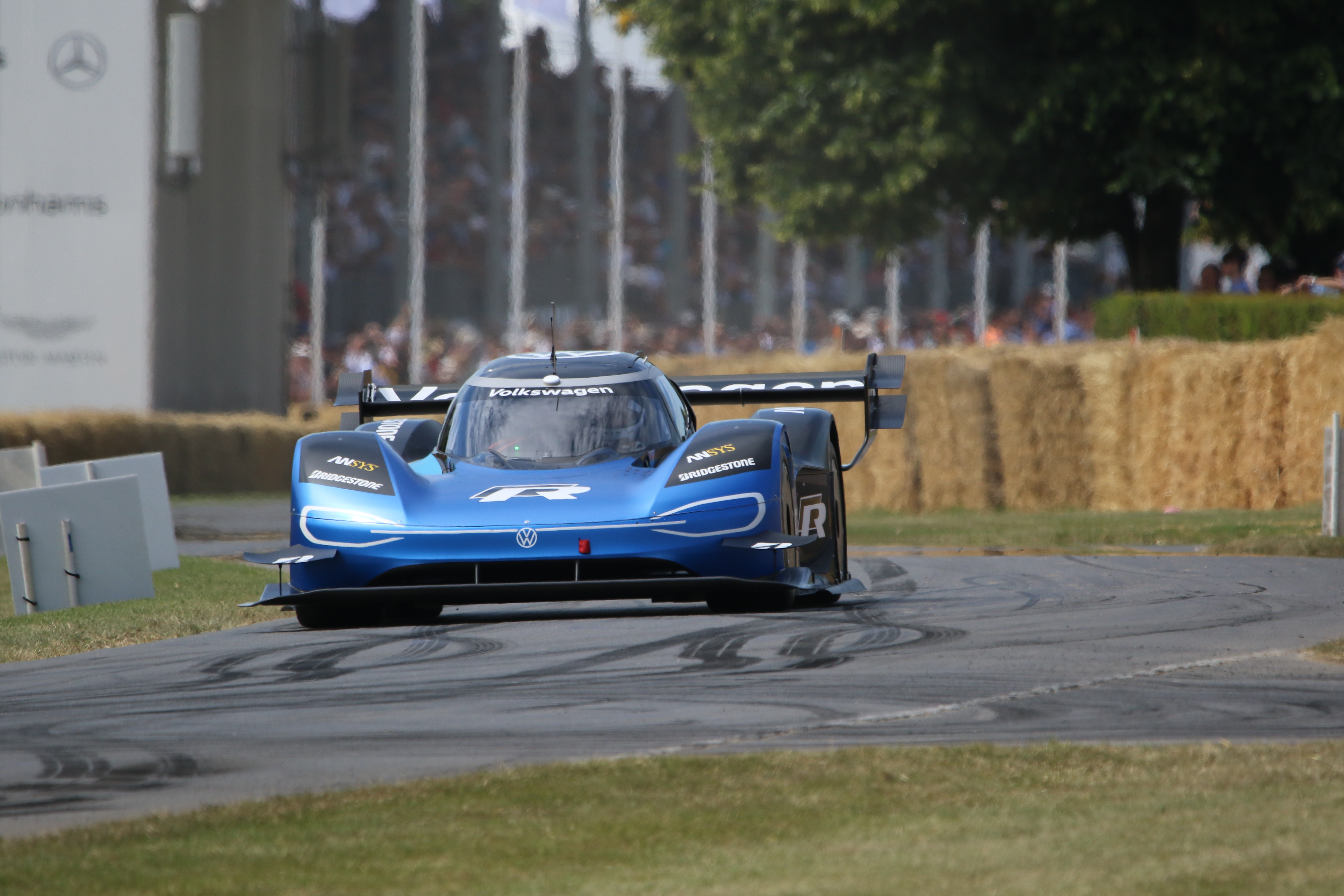
De heuvelklilm auto I.D. R
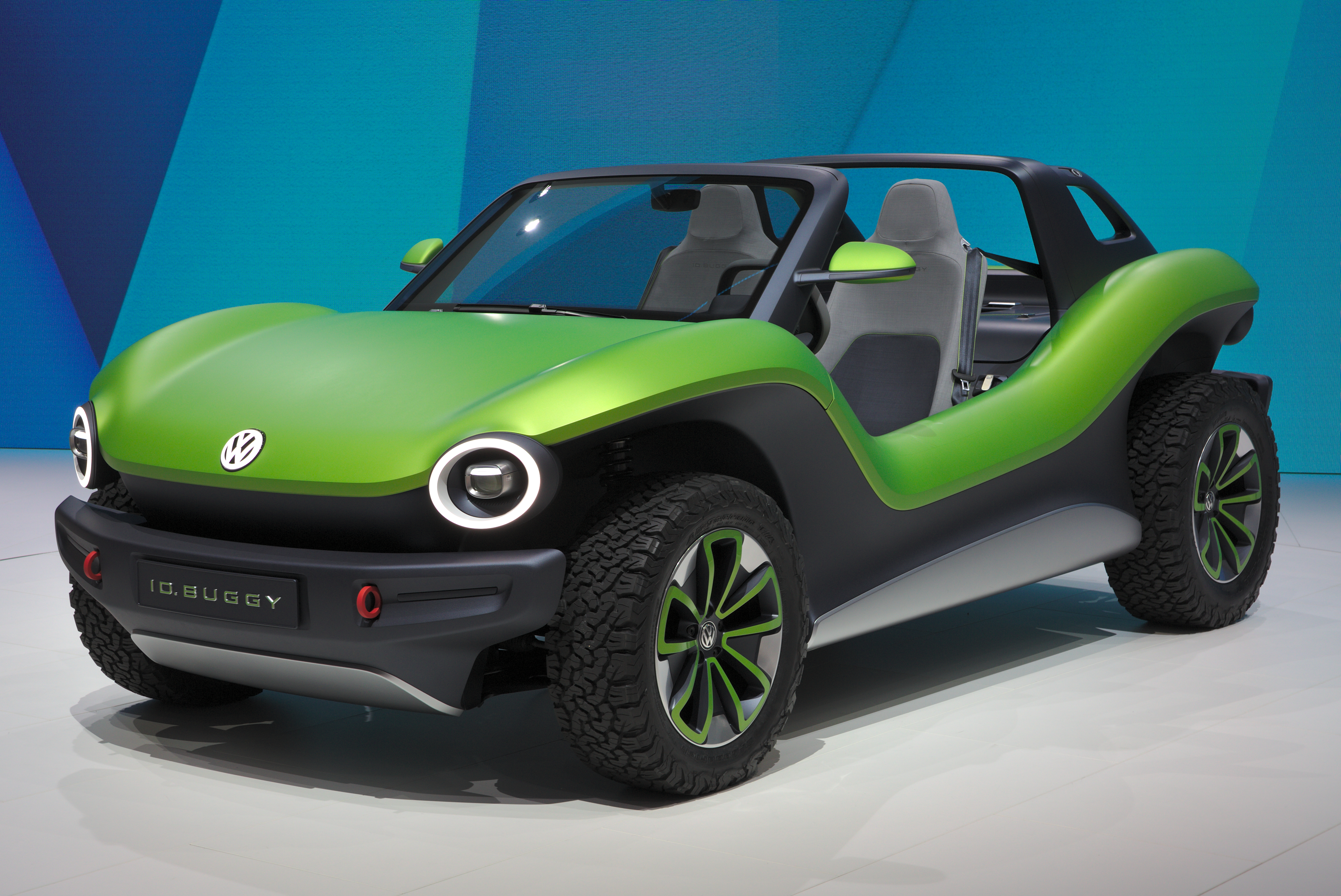
De I.D. Dune, een strandbuggy.